# William Lashly
William Lashly (25 décembre 1867 - 12 juin 1940) est un marin de la Royal Navy et membre des deux expéditions de Robert Falcon Scott en Antarctique.

## Biographie
Lashly est né à Hambledon (Hampshire), un village près de Portsmouth. Ayant arrêté ses études à l'âge de 13 ans, il épouse en 1896 Alice Cox avec qui il a une fille en 1900.
Quand il rejoint l'expédition Discovery en 1901 il est chauffeur dans la Royal Navy où il s'est engagé en 1889. Dans cette première expédition en Antarctique il est membre de l'équipe ouest, explorant la Terre Victoria en 1903.
Lors de la seconde expédition, l'expédition Terra Nova (1911-1913), Lashly est au début chargé d'un des traîneaux à moteur utilisés pour transporter des vivres à des dépôts sur la route devant être prise plus tard par l'équipe polaire. Les traîneaux sont endommagés et son équipe contrainte à transporter les vivres à dos d'homme.
Il est, avec Edward Evans et Tom Crean, l'un des derniers hommes ayant quitté Scott et son équipe polaire. Lors du voyage de retour Evans devient très malade, atteint de scorbut ; Lashly prend soin de lui pendant que Crean marche jusqu'au camp principal de l'expédition pour demander de l'aide. Des extraits de son journal polaire, relatant les problèmes encourus avec les traîneaux ainsi que le voyage de retour avec Evans, sont inclus dans The Worst Journey in the World, livre d'Apsley Cherry-Garrard sur l'expédition Terra Nova. Lashly et Crean se virent décerner une médaille Albert pour avoir sauvé la vie d'Evans.
Après son retour de l'Antarctique Lashly prend sa retraite de la Royal Navy avec pension, mais rejoint la réserve lors de la Première Guerre mondiale, servant dans les HMS Irresistible et HMS Amethyst. Il sert plus tard en tant que douanier à Cardiff. À la suite de sa seconde retraite en 1932 il retourne dans son village natal, habitant une maison qu'il baptise Minna Bluff en honneur d'un lieu sur la route du pôle Sud.
Il meurt en 1940 à l'âge de 72 ans.
Ses journaux polaires sont publiés par le commandant A. R. Ellis dans un recueil en 1969 sous le titre de Under Scott's Command - Lashly's Antarctic Diaries.

## Sources
- (en) Cet article est partiellement ou en totalité issu de l’article de Wikipédia en anglais intitulé « William Lashly » (voir la liste des auteurs).
- (en) William Lashley et A. R. Ellis (éd.) ; Under Scott's Command - Lashly's Antarctic Diaries ; Gollancz ; 1969
- (en) Roland Huntford ; The Last Place on Earth ;  (ISBN 0689707010)
- (en) Apsley Cherry-Garrard ; The Worst Journey in the World ;  (ISBN 0881844780)
- (en) Diana Preston ; A First-Rate Tragedy ;  (ISBN 0618002014)